# Don't Blow Your Top
Don't Blow Your Top è il terzo album dei KMFDM, pubblicato nel 1988.

## Tracce

### Vinile
1. "No Meat-No Man" (Sascha Konietzko, Raymond Watts, En Esch) – 3:52
2. "Don't Blow Your Top" (Konietzko, Watts, Esch) – 3:40
3. "Disgust (12" Version)" (Konietzko, Watts, Esch) – 4:28
4. "Oh Look" (Konietzko, Esch) – 2:40
5. "King Kong Dub (Rubber Mix)" (Konietzko, Esch, Jr. Blackmail – 2:02
6. "Killing" (Konietzko, Esch) – 5:20
7. "What a Race" (Konietzko, Esch) – 3:37
8. "No News" (Konietzko, Esch) – 4:30
9. "Oh Look II" – 2:38

### Pubblicazione CD
1. "No Meat-No Man" – 3:49
2. "Don't Blow Your Top" – 3:37
3. "Killing" – 5:23
4. "Disgust" – 5:25
5. "Oh Look" – 2:37
6. "King Kong Dub (Rubber Mix)" – 2:00
7. "What a Race" – 3:35
8. "No News" – 4:30
9. "Tod Durch Bongo-Bongo" (Konietzko, Esch) – 6:33
10. "Killing (For Your Sampling Kit)" – 8:32
11. "Oh Shit" (Konietzko, Esch) – 4:48

## Formazione
- Sascha Konietzko
- En Esch
- Raymond Watts